# Армія Конде
Армія Конде (фр. Armée de Condé) — французька польова армія часів Великої Французької революції. Одна з кількох польових армій емігрантів, єдина, що пережила війну Першої коаліції; інші були створені графом д'Артуа (братом короля Людовика XVI) і Мірабо-Тонно. Армії емігрантів були сформовані аристократами та дворянами, які втекли від насильства у Франції після Серпневих декретів. Армією командував Луї Жозеф де Бурбон, принц де Конде, двоюрідний брат Людовика XVI Короля Франції. Серед його членів були онук Конде, герцог д'Анг'єн і двоє синів молодшого брата Людовика XVI, граф д'Артуа, тому армію іноді також називали «Армією принців».
Фінансові труднощі змусили Конде звернутися до іноземних дворів за підтримкою. Хоча армія воювала разом з австрійською армією, багато генералів на службі Габсбургів не довіряли Луї Жозефу, а політики у Відні вважали армію та її офіцерів ненадійними. Крім того, суперечності між цілямиі французьких роялістів і Габсбургів часто ставили Луї Жозефа в протиріччя з військовим керівництвом Габсбургів.

## Склад армії
Окрім принців, до нього також входило багато молодих аристократів, таких як герцог де Рішельє, герцог де Блакас і Шатобріан, герцог де Шуазель, граф де Ланжерон, граф де Дамас, граф де Монлозьє та віконт де Бональд. Наполягання офіцерів на тій же оплаті, на яку вони мали право у Франції, створювало проблеми для їхніх спонсорів, серед яких були Іспанія, Португалія та Неаполь, а також Британія та, згодом, Росія. Британці фінансували армію найдовше, з 1795 по 1797 рік, і знову в 1799 році до її розпуску в 1801 році.
Спочатку армія нараховувала приблизно 25 000 чоловік, розмір армії змінювався, значною мірою залежачи від вимог, які до неї ставилися, а також від доступного фінансування. На кінець 1792 року військо налічувало 5000 чоловік. Після набору в 1796 році в містах Майнц і Мангейм, а також у швейцарських кантонах, в армії налічувалося 10 000 чоловіків.